# Ektoparasitoid
Als Ektoparasitoid bezeichnet man einen Parasiten, der sich von außen am Körper eines größeren Wirtsorganismus ernährt (präfix: ekto) und diesen Wirt durch die Schädigung gewöhnlich tötet (postfix: oid).
Dies passiert durch weit reichende Gewebeschädigungen. Es kann aber auch zum vollständigen Verzehr des Wirts kommen.
Nicht zu verwechseln mit der Bezeichnung „Ektoparasit“ für Parasiten, die auch von außen am Wirt fressen oder saugen, diesen aber gewöhnlich nicht töten.